# Gonzalo Báez-Camargo
Gonzalo Báez-Camargo (Oaxaca de Juárez, Oaxaca, 13 de noviembre de 1899-Ciudad de México, 31 de agosto de 1983) fue un maestro normalista, catedrático, revolucionario, poeta, periodista, escritor, traductor, metodista y académico mexicano. Se especializó en temas bíblicos, fue considerado el primer hebraísta de México. Utilizó el seudónimo Pedro Gringoire, personaje de la novela Nuestra Señora de París de Victor Hugo.

## Biografía biográfica
Realizó sus primeros estudios en la primaria Benito Juárez en su ciudad natal, posteriormente se trasladó a Puebla en donde continuó sus estudios en el Instituto Metodista Mexicano (actualmente Instituto Mexicano Madero) y en la Escuela Normal del Estado. Participó en la Revolución mexicana, de 1915 a 1916, enlistándose en la brigada Zaragoza del Ejército Constitucionalista de Venustiano Carranza. En 1918, se reintegró a sus estudios ingresando al Seminario Evangélico Unido y a la Escuela Nacional de Altos Estudios de la Ciudad de México.
Inició su trabajo como periodista colaborando para los periódicos La Voz de Puebla, La Opinión y Excélsior. En este último utilizó el seudónimo Pierre Gringoire, las columnas con la que colaboró "El pulso de los tiempos", "Los libros de nuestros tiempos", y "Temas de la semana", se publicaron por más de cuarenta años. Paralelamente escribió para las revistas y periódicos The Christian Century, El Heraldo de México, La Nueva Democracia, Nueva Senda, World Dominion, La Revista Evangélica, Alborada, Guirnalda, El Abogado Cristiano, El Mundo Cristiano, El Evangelista Mexicano, El Faro, Libertad, Ferronales, Rumbo, Cuadernos Americanos, Eusko-Deya, Ábside, Fo-ro Internacional, Historia Mexicana, Tribuna Israelita, Horizontes y Germinal. En 1937 fundó la revista Luminar.
Impartió cátedra de literatura, periodismo, y lenguas hebreas en el Seminario Evangélico Unido, en la Comunidad Teológica de México, en la Escuela de Periodismo Carlos Septién García y en la Universidad Iberoamericana.
Como traductor, fue miembro de la Sociedad Bíblica de México. Ingresó a la Academia Nacional de Historia y Geografía en 1980. Fue nombrado miembro de número de la Academia Mexicana de la Lengua, tomó posesión de la silla XXXII el 28 de mayo de 1981 con el trabajo “El concepto de la mujer y el amor en Don Quijote”, el cual respondió Antonio Gómez Robledo. Murió en la Ciudad de México el 31 de agosto de 1983.
El Seminario de la Iglesia Metodista de México, A.R., ubicado en la Ciudad de México, y cuna de la formación teológica del metodismo en el centro del país, lleva su nombre.

## Premios y distinciones
- Premio de Poesía Popular, otorgado en Querétaro en 1923.
- Premio Nacional de Periodismo , en 1935.
- Medalla de Plata otorgada por la República Francesa, en 1947.
- Doctorado honoris causa por la Universidad de San Pablo en Tokio, Japón, en 1958.
- Comendador de la Orden la Liberación de España, otorgado por el gobierno de la República Española en el Exilio, en 1967.
- Medalla "Carlos Ma. de Bustamante", otorgada por el Club de Periodistas de México, en 1968.
- Doctorado honoris causa por el Instituto Internacional de Estudios Superiores de México, en 1972.

## Obras publicadas
- Improntas bíblicas en 1919.
- Hacia la renovación religiosa en Hispanoamérica, en 1930.
- Principios y métodos de la educación cristiana, en 1933.
- La verdad y los errores del marxismo, en 1934.
- Martín Niemoleller: el hombre que se enfrentó a Hitler, en 1938.
- La superstición de la sangre aria, en 1942.
- El protestantismo en Iberoamérica, en 1945.
- La educación cristiana frente al mundo actual, en 1949.
- El reto de Juan Wesley a los metodistas de hoy, en 1953.
- El pensamiento hebreo del siglo VIII a.C., en 1958.
- Protestantes enjuiciados por la inquisición en Iberoamérica, en 1960.
- ¡Por Cataluña!, en 1970.
- URSS: cárcel del pensamiento, en 1971.
- Breve historia del texto bíblico, en 1975.
- Repertorio de disparates, estudios lexicológicos, en 1978.
- Los rollos del Qumran, en 1979.
- Palestina y los palestinos, en 1983.

Colaboró en la traducción de la Biblia conocida con el subtítulo Dios habla hoy.